# Société des compositeurs de musique
La Société des compositeurs de musique est une société savante française en activité de 1862 à 1923.
La locution « compositeur de musique » fait référence à la musique instrumentale. Elle se distingue de celle de « compositeur dramatique » qui fait référence à l'opéra et l'art lyrique, dont les intérêts sont défendus par la Société des auteurs et compositeurs dramatiques fondée en 1777 par Beaumarchais.
À cette époque, la production lyrique est très majoritairement représentée dans la presse musicale en France. « Le développement des concerts publics de musique instrumentale dont l’essentiel des revenus provient des recettes de billetterie fait en sorte que les programmations s’articulent autour des œuvres les plus populaires. Ainsi, les extraits d’opéras français, mais aussi étrangers comme l’ouverture du Freischütz de Weber ou le chœur des Pèlerins extrait de Tannhaüser ont 
beaucoup de succès. Certaines œuvres de Saint-Saëns (Concerto pour piano et orchestre no 3, op. 29) appartiennent déjà au répertoire, mais en général les programmations de la plupart des sociétés musicales françaises ne permettent que très difficilement aux jeunes compositeurs de faire entendre leur musique. » Un des objectifs de la Société des compositeurs de musique est donc de promouvoir les œuvres des sociétaires compositeurs qui ont des difficultés de reconnaissance et de professionnalisation.
Pour ce faire, à partir de 1873, elle organise et récompense annuellement des concours de composition sur des genres très variés (quatuor à cordes, messe courte, symphonie pour grand orchestre, petite suite pour vents...). Il arrive que certains prix sur un genre imposé ne soient pas attribués.
La Société des compositeurs de musique cesse ses activités après 1923.

## Création
La Société des compositeurs de musique est créée en 1862 par le pianiste Charles Delioux, élève de Fromental Halévy, Charles Poisot, Victor Massé, Jean-Baptiste Weckerlin.
Beaucoup de compositeurs et de compositrices qui y adhèrent composent de la musique instrumentale plus que de la musique lyrique.
À partir de 1863, la Société publie les « Bulletins de la Société des compositeurs de musique ».
Elle est d'abord installée au 95 rue de Richelieu à Paris puis au 52 rue de la Chaussée-d'Antin.

## Statuts
Les buts indiqués dans les statuts de l'association adressent un objet commun aux sociétaires, la composition, et revendiquent :
1. « de former un centre permanent de réunion pour établir et entretenir entre les compositeurs de musique des relations sympathiques et suivies ;
2. de sauvegarder par une entente cordiale les intérêts artistiques et professionnels des sociétaires ;
3. de donner une impulsion puissante et féconde à l'art musical. »

## Évolution
Après la guerre de 1870, les événements de la Commune de Paris et la destruction du Théâtre-Lyrique, l'association abandonne peu à peu ses activités de cercle avec des réunions mensuelles, des concerts-lectures et des conférences, et se tourne vers la défense d'une corporation nationaliste.
Ayant démissionné en 1886 de la Société nationale, Camille Saint-Saëns prend la présidence et se sert de l'association pour organiser à partir de 1887 une série de concerts annuels avec tirage au sort des œuvres des sociétaires et interdits aux œuvres étrangères. Ces concerts sans ligne directrice et présentant des œuvres de qualité très inégale ne rencontrent pas la faveur du public.

## Présidents
Comme présidents de la Société se sont succédé :
- Ambroise Thomas (1863-1865)
- Henri Reber (1866-1870)
- Victor Massé (1872-1873)
- Auguste Vaucorbeil (1874-1877)
- Edmond Membrée (1878-1879)
- Victorin Joncières (1880-1886 et 1891-1903)
- Camille Saint-Saëns (1887-1890)
- Marcel Samuel-Rousseau (1904)
- Georges Pfeiffer (1905-1907)
- Alexandre Guilmant (1908-1910)
- Charles Lefebvre (1911-?)
- Henri Büsser (?)

## Président d'honneur
- Daniel-François-Esprit Auber

## Concours et œuvres
La Société des compositeurs de musique organise, à partir de 1873 et jusqu'en 1923, des concours de musique. Plusieurs compositeurs et compositrices y sont régulièrement primés, comme André Messager (1875), Paul Taffanel (1876 et 1877), Clémence de Grandval (1882), Léon Boëllmann (1886) ou Mel Bonis (1898).

## Liste des adhérents
Il a été dénombré 400 compositeurs, dont 26 femmes compositrices, sur la cinquantaine d'années d'existence de la SCM (liste non exhaustive) :
- Albert Alain
- Georges Alary
- Ernest Altès
- Auguste Andlauer
- Camille Andres
- Eugène Anthiome
- Jules d'Aoust
- Jules Armingaud
- Émile Artaud
- Daniel-François-Esprit Auber
- Delphin Balleyguier
- Raymond Balliman
- Marguerite Balutet
- Auguste Barbereau
- Frédéric Barbier
- Raoul Bardac
- José Barrière
- François Bazin
- Giovanni Luigi Bazzoni (it)
- Jules Beer
- Philippe Bellenot
- François Benoist
- Louis Benoit
- Émile Bernard
- Paul Bernard
- Adrien Bérou
- Marie Bertault
- Albert Bertelin
- Marcel Bertrand
- Edmond Billard
- Charles Binetti
- Adolphe Blanc
- Louis Blanc
- Léon Boëllmann
- Adrien Boieldieu
- René de Boisdeffre
- Félix Boisson
- Henri Boncourt
- Mel Bonis[6]
- Ermend Bonnal
- Paul Bonnard
- Joseph Bonnet
- Jules Bordier
- Ernest Boulanger
- Joseph Boulnois
- Émile Bourdon
- Louis-Albert Bourgault-Ducoudray
- Henri Büsser
- Émile Camys
- Gustave Canoby
- Lucien Capet
- Pierre Carolus-Duran
- Marguerite Casalonga
- Georges Caussade
- Alex Cellier
- Paul Chabeaux
- Emmanuel Chabrier
- Auguste Chapuis
- William Chaumet
- Auguste Chérion
- Edmond Cherouvrier
- Armand Chevé
- Antony Choudens
- Gustave Chouquet
- Henri Cieutat
- Félix Clément
- Victor Coche
- Adrien Codine
- Auguste Coedès
- Henri Cohen
- Jules Cohen
- Gustave Collignon
- Charles-Auguste Collin
- Blas María Colomer
- Édouard Colonne
- Oscar Comettant
- Arthur Coquard
- Fernand Corot
- Anatole Cressent
- Jules Cressonnois
- Bernard Crocé-Spinelli (de)
- Jean-Baptiste Philémon de Cuvillon
- Henri Dallier
- Eugène Damaré
- Jules Danbé
- Charles Dancla
- Adolphe Danhauser
- Salvador Daniel
- Gabrielle Dauly
- Lucien Dautresme
- Félicien David
- Samuel David
- Paul Dedieu-Peters
- Louis Deffès
- Isabelle Delâge-Prat
- Léo Delibes
- Charles Delioux
- Marc Delmas
- François Delsarte
- Adolphe Deslandres
- Maurice Desrez
- Léon-Auguste Dessane
- Paul Destribaud
- Oscar Dhavernas
- Louis Diémer
- Louis Dietsch
- Georges Douay
- Albert Doyen
- Charles Dubois
- Jacques Dufresne
- André Dulaurens
- Louis Dumas
- Henri Duparc
- Jules Dupasquier
- Gabriel Dupont
- Auguste Durand
- Émile Durand
- Alphonse Duvernoy
- Eugène d'Eichtal
- Antoine Elwart
- Maurice Emmanuel
- Joseph-Ermend Bonnal
- Henri Eymieu
- Georges Falkenberg
- Jules Faubert
- Paul Fauchet
- Gabriel Fauré
- Hélène de Faye-Jozin
- Henri Félix
- Albert Ferrand
- Henry Février
- André Fijan
- Edmond Filipucci
- Louise Filliaux-Tiger
- Henri Fissot
- Hélène Fleury-Roy
- Octave Fouque
- Alix Fournier
- Paul Fournier
- César Franck
- André Gailhard
- Noël Gallon
- Jean-Baptiste Ganaye
- Louis Ganne
- Joseph Garin
- Léon Gastinel
- Philippe Gaubert
- Eugène Gautier
- André Gedalge
- Alexandre Georges
- François Gevaert
- Eugène Gigout
- Albert Glandaz
- Benjamin Godard
- Achille Gouffé
- Charles Gounod
- Émile Goupil
- Armand Gouzien
- Théodore Gouvy
- Marie-Félicie de Grandval
- Jules Griset
- Raphaël Grisy
- Adolphe de Groot
- Gabriel Grovlez
- Alexandre Guilmant
- Georges Guiot
- Ernest Guiraud
- Georges Guiraud
- Guillot de Sainbris
- Fernand Halphen
- Richard Hammer
- Louise Héritte-Viardot
- Alfred Herlé
- Henri Herz
- Aristide Hignard
- Henri Hirschmann
- Paul Hillemacher
- Augusta Holmès
- Léon Honnoré
- Vincent d'Indy
- Edmond d'Ingrande
- Georges Itasse
- Paul de Richard d'Ivry
- Georges Jacob
- Marie Jaëll[7]
- Eugène Jancourt
- George Japy
- Léon Jehin
- Joseph Jemain
- Victorin de Joncières
- Albert Kastner
- Georges Kastner
- Henri Ketten (de)
- Charles Koechlin
- Charles de Kontski
- Adolphe Krantz
- Léon Kreutzer
- Georges Kriéger
- Hélène Krysavowska
- Aymé Kunc
- Pierre Kunc
- Paul Lacombe
- Paul Lacôme d'Estalenx
- Eugène Lacroix
- Paul Ladmirault
- Paul Lagarde
- Oscar Lagaornière
- Théodore de Lajarte
- Édouard Lalo
- Lucien Lambert
- Charles Lamoureux
- Paul Landormy
- Friedrich Wilhelm Langhans (de)
- Raoul Laparra
- Frédéric Lapuchin
- Louis de La Sayette
- Lodoïs Lataste
- Cécile Lauru
- Rodolphe Lavello
- Albert Lavignac
- Aimé Leborne
- Charles Lebouc
- Félix Le Couppey
- Louis Lefébure-Wély
- Charles Lefebvre
- Gustave Lefèvre
- Charles Lenepveu
- René Lenormand
- Frédéric Lentz
- Ernest Lépine
- Frédéric Le Rey
- André Lermyte
- Fernand de Léry
- Xavier Leroux
- Henri Letocart
- Omer Letorey
- Adrien Limagne
- Clément Loret
- Marie-Hélène de Lostanges
- Théodore Lottin
- Blanche Lucas
- Mathis Lussy
- Balthazar Lutgen
- Henri Lutz
- Gustave Lyon
- Charles Magner
- Désiré Magnus
- Charles Malherbe
- Edmond Malherbe
- Henri Maréchal
- Antoine Marmontel
- Adolphe Marty
- Georges Marty
- Victor Massé
- Jules Massenet
- Georges Mathias
- Adolphe Maton
- Léon de Maupéou
- Jean-Pierre Maurin
- Edmond Membrée
- Ferdinand Mérigot
- Auguste Mey
- Gustave Meyer
- Gaston Meynard
- Lucien Michelot
- Émile-Eugène Michiels
- Édouard Mignan
- A. Mignard
- Edmond Missa
- Raoul de Montalent
- Amédée de Montrichard
- Léon Moonen
- Raoul Moreau
- Renée Mottez-Eldese
- Jules Mouquet
- Henri Mulet
- Alfred Mutel
- Émile Nerini
- Charles Neustedt
- Adolphe Nibelle
- Stéphane-Louis Nicou-Choron
- Jacques Offenbach
- Joseph O'Kelly
- Max d'Ollone
- Eugène Ortolan
- Joseph d'Osmond
- Émile Paladilhe
- Charles-Austin Palmer
- Adolphe Papin
- Paul Paray
- Jules Pasdeloup
- Gaston Paulin
- Jean-Grégoire Pénavaire
- Jules Pennequin
- Suzanne Percheron
- Albert Périlhou
- Henri Perry-Baggioli
- Émile Pessard
- Georges Pfeiffer
- Achille Philip
- Isidore Philipp
- Paul Pierné
- Léon Pillaud
- Jacques Pillois
- Dominique-Charles Planchet
- Charles Plantade
- Ferdinand Poise
- Charles Poisot
- Edmond de Polignac
- Joseph Poniatowski
- Eugène Pop-Mearini
- Adolphe Populus
- Henri Pouget de Saint-André
- Arthur Pougin
- Marie Prestat
- Antonin Prévost-Rousseau
- Émile Prudent
- Charles Quef
- Henri Rabaud
- Hippolyte Rabaud
- Alfred Rabuteau (de)
- Henri Ravina
- Henri Reber
- Marie Renaud-Maury
- Charles René
- Ernest Reyer
- Gustave Richelot
- Santiago Riera
- Hippolyte Rodrigues
- Guy Ropartz
- Rossini
- Paul Rougnon
- Samuel Rousseau
- Albert Roussel
- Antoine Roux
- Émile Roux
- Jules Rüest
- Gustave Ruiz
- Gabriel de Saint-Quentin
- Camille Saint-Saëns
- Georges de Salelles
- Théodore Salomé
- Hector Salomon
- Marcel Samuel-Rousseau
- Eugénie Satie-Barnetche
- Alice Sauvrezis
- Léon Schlésinger
- Florent Schmitt
- Théophile Semet
- Gaston Serpette
- Paul Serrier
- Victor Sieg
- Charles Silver
- André Simiot
- Caroline Simon
- Théophile Sourilas
- Albert Sowinski
- Georges Sporck
- Camille-Marie Stamaty
- Jules Steenman
- Paul Taffanel
- Antonin Taudon
- Paul Ternisien
- Louis Thirion
- Ambroise Thomas
- Victor Thorelle
- Célestin Tingry
- H. P. Toby
- Fernand de La Tombelle
- Charles Tournemire
- Marcel Tournier
- Édouard de Tourny
- Juliette Toutain
- Émile Trépard
- Juliette Vaillot-Heuclin
- René Vanzande
- Auguste Vaucorbeil
- Ludovic de Vaux
- Alfred Vergnion
- Victor Verrimst
- Charles Vervoitte
- Paul Vidal
- Louis Vierne
- Jane Vieu
- Maurice Villard
- Anselme Vinée
- Armand Vivet
- Albert Vizentini
- Adolphe Vogel
- Jean-Baptiste Weckerlin
- Henri Welsch
- Charles-Marie Widor
- Jules Wiernsberger
- Auguste Wolff
- André Wormser

## Sources
- Laure Schnapper, « La Société des compositeurs de musique ou l'émergence d'une nouvelle corporation », Les sociétés de musique en Europe 1700-1930, Berliner Wissenschaft-Verlag,,‎ 2007, p.349-370.
- Laure Schnapper, « Société des compositeurs de musique, Liste des membres (1862-1911) avec leurs dates d’adhésion à l’association », aucun,‎ 2008 (lire en ligne).

Laure Schnapper, "La Société des Compositeurs de Musique", Revue Internationale de Musique Française, XVI, avril 1985, p. 95-106.